# Guthaganahalli, Mandya
Guthaganahalli là một làng thuộc tehsil Mandya, huyện Mandya, bang Karnataka, Ấn Độ.